# Tetrapedia xanthorrhina
Tetrapedia xanthorrhina là một loài Hymenoptera trong họ Apidae. Loài này được Moure mô tả khoa học năm 1999.